# Arrondissement de Haarlem
L'arrondissement de Haarlem est une ancienne subdivision administrative française du département du Zuyderzée créée le 1er janvier 1811 et supprimée le 11 avril 1814.

## Composition
Il comprenait les cantons de Beverwijk, Bloemendaal, Haarlem, Heemstede, Oostzaan, Westzaan et Zaandam.